# Palazzo Marcello dei Leoni

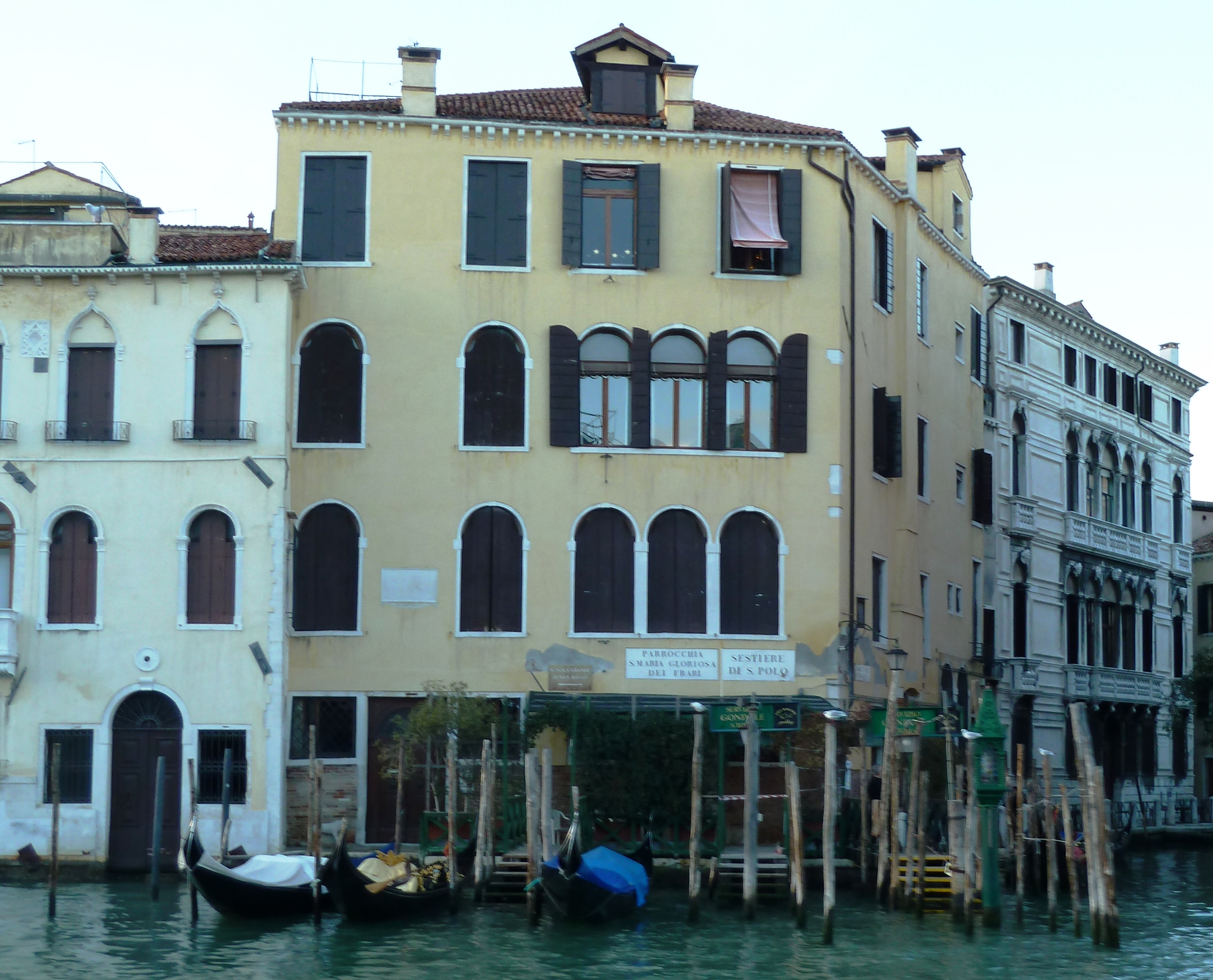
Palazzo Marcello dei Leoni

Der Palazzo Marcello dei Leoni ist ein Palast in Venedig in der italienischen Region Venetien. Er liegt im Sestiere San Polo mit Blick zum Canal Grande zwischen dem Palazzo Dolfin und dem Rio di San Tomà.

## Geschichte
Der Palast aus dem 17. Jahrhundert gehörte der alten Adelsfamilie Marcello und ist unter dem Beinamen „dei Leoni“ bekannt, weil auf beiden Seiten des Haupteinganges Reliefe von Löwen in istrischem Kalkstein aus dem 13. Jahrhundert angebracht sind. Die Reliefe stammen vermutlich von der Kirche San Tomà, nachdem diese gegen Ende des 14. Jahrhunderts umgebaut worden war. Das heutige Gebäude steht an der Stelle eines älteren Palastes, in dem laut Chronisten aus dem 16. Jahrhundert viele große Feste stattfanden und der eine wichtige Privatsammlung von Gemälden von Giorgione, Tizian und Giovanni Bellini enthielt.
Im Palast wohnte auch der Schriftsteller Pompeo Gherardo Molmenti, der unter anderem verschiedene Bücher über die venezianische Geschichte geschrieben hat.

## Beschreibung
Der Palast hat ein Erdgeschoss mit Portal, das sich zur Fondamenta del Traghetto hin öffnet, wo es viele Anlegestellen für Gondeln gibt. Sowohl im ersten als auch im zweiten Hauptgeschoss gibt es Dreifachfenster auf der rechten Seite, wogegen auf der linken Seite Paare von einzelnen Fenstern angebracht sind, alle mit Rundbögen. Im dritten Obergeschoss finden sich vier Fensteröffnungen ohne besonderen architektonischen Wert, vermutlich Ergebnis eines Umbaus oder einer Aufstockung jüngeren Datums.